# Râul Nidda
Coordonate: 50° 5' 59" N, 8° 33' 8" O (Värsare)
Râul Nidda este un râu din Hessa, care izvorăște din Vogelsberg, are o lungime de 98 km și se varsă la Frankfurt în Main. Numele râului este dintre unul dintre cele mai vechi din Europa,

## Cursul
De la izvor râul traversează o regiune de smârcuri, trece prin localitatea  Schotten, apoi un lac de acumulare. Localitățile următoare traversate de râu fiind Nidda (Wetterau), Ranstadt, Florstadt și Niddatal unde primește apele afluentului „Wetter”, după care trece prin Karben și Bad Vilbel unde primește apele Wetterului Mic și  Erlenbach. Atinge regiunea orașului Frankfurt la Harheim, după 18,5 km se varsă în cartierul Frankfurt-Höchst în Main.

## Afluenți
- Läunsbach
- Eichelbach
- Laisbach
- Nidder
- Ulfa
- Horloff
- Râul Wetter
- Rosbach,
- Weinbach
- Lohgraben
- Erlenbach
- Eschbach
- Kalbach
- Urselbach
- Steinbach
- Westerbach
- Sulzbach

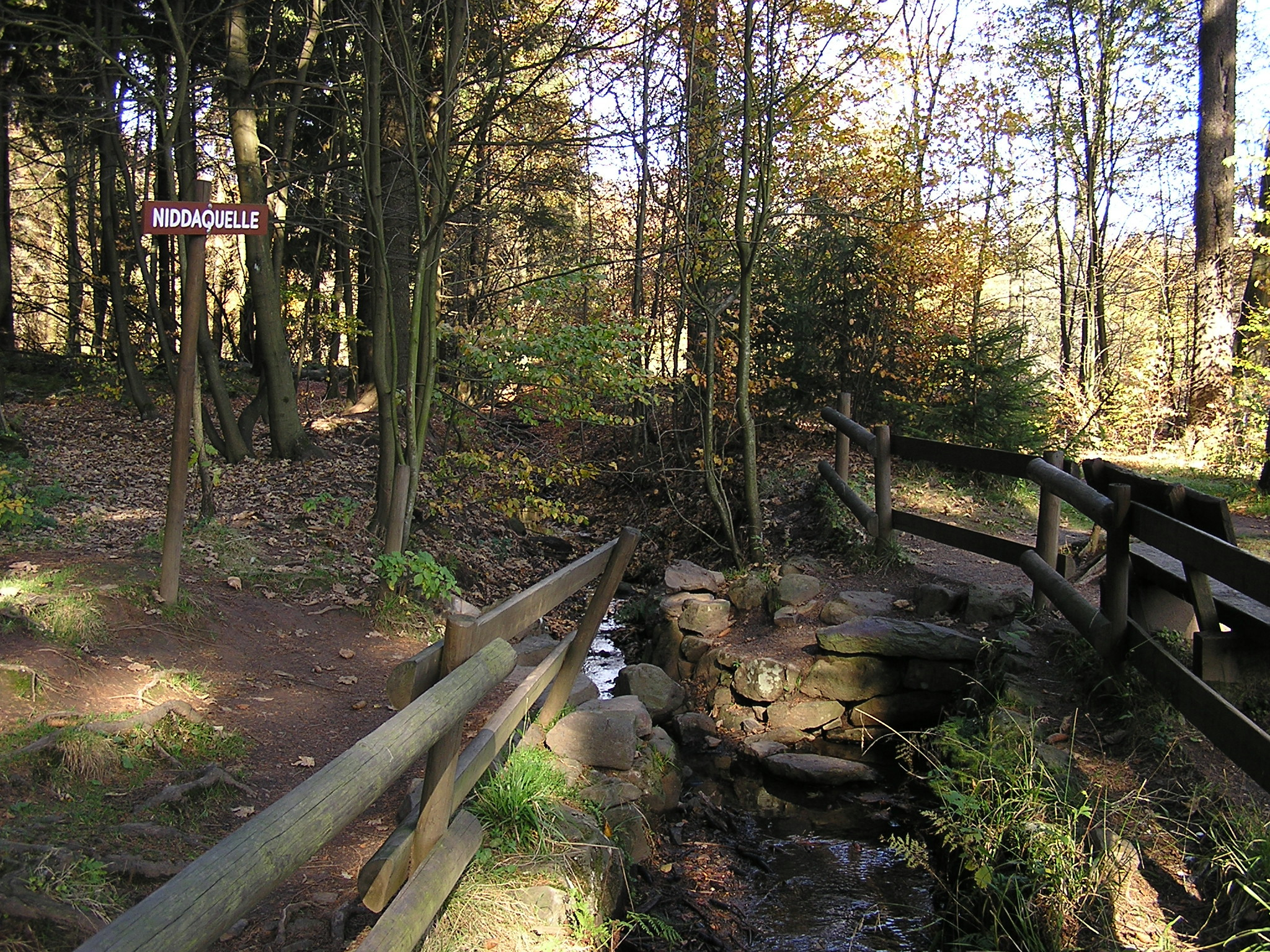
Izvor
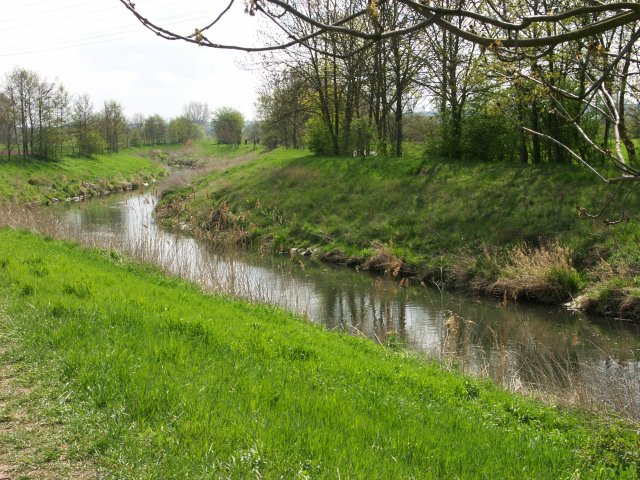
Nidda la Klein-Karben
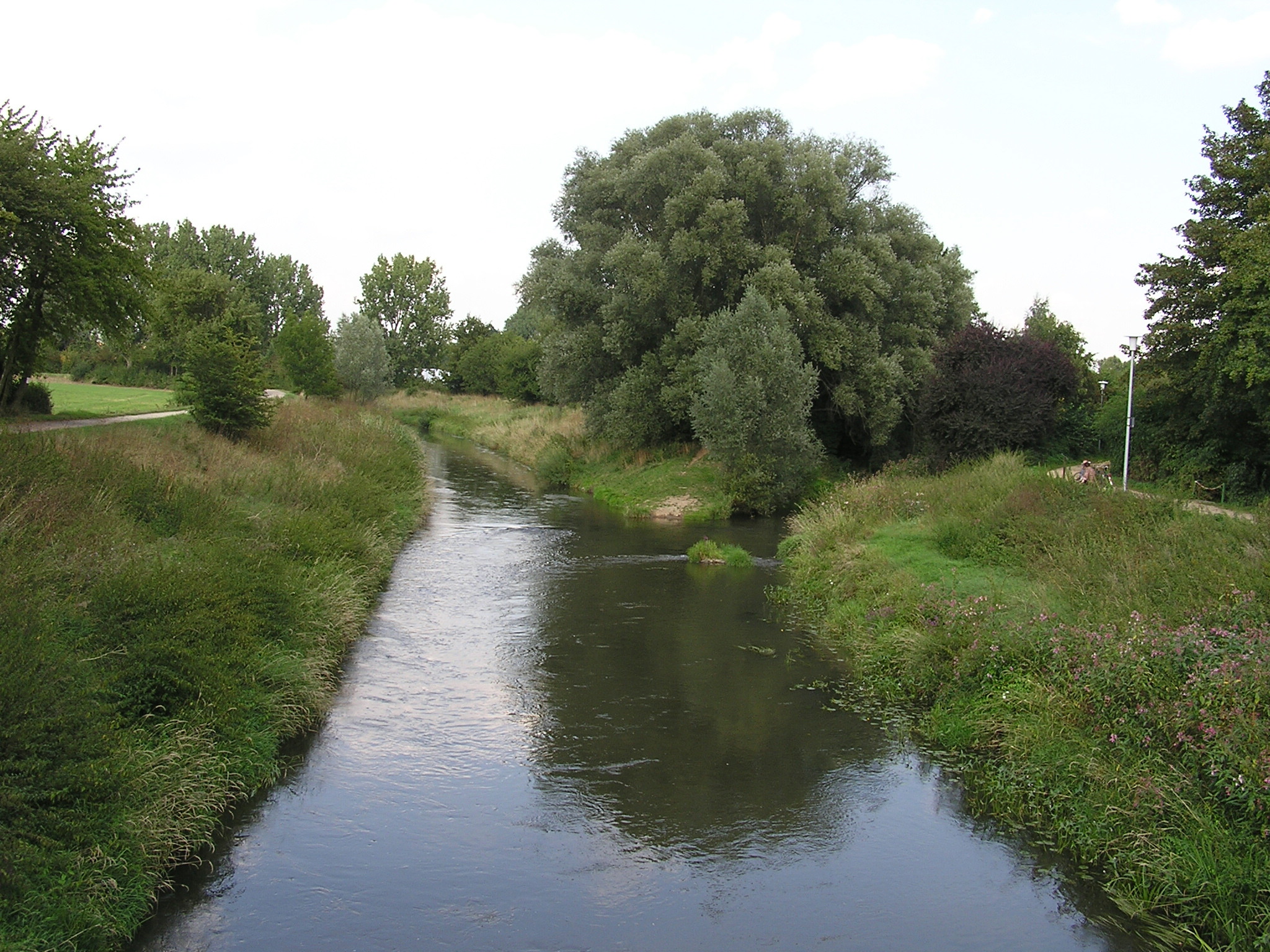
Värsarea lui Nidder